# 盛泽路
盛泽路是位于中國上海市黃浦區一條南北走向沥青混凝土道路，道路南起人民路，北至延安东路。道路全长353米。
道路所在地原本是一條河流。1863年河流被填埋，並且在原址修路。當時所在地開了一個名叫得利火轮磨坊的机制面粉厂，所以當時道路得名火轮磨坊街以及磨坊街。1943年10月道路改名盛泽街，路名來自盛泽镇。1945年又改名盛泽路。